# Rashid Ali al-Gaylani
Rashid Ali al-Gaylani (arabiska: رشيد عالي الكيلاني, arabiska uttal: [raʃiːd ʕaːliː al.keːlaːniː]), född 1892, död 28 augusti 1965, var en irakisk politiker som tjänstgjorde som premiärminister för kungariket Irak den tre tillfällen: från mars till november 1933, från mars 1940 till februari 1941 och från april till maj 1941. Han minns främst som en ivrig arabisk nationalist som försökte ta bort det brittiska inflytandet från Irak genom att inleda en kupp mot regeringen 1941. Under sin korta tid som premiärminister 1940 och 1941 försökte han förhandla bosättningar med axelmakterna under andra världskriget för att motverka brittiskt inflytande i Irak.

## Tidigt liv
Rashid Ali al-Gaylani var son till Sayyid Abdul Wahhab al-Gaylani och född i den framstående Bagdadbaserade Gaylani-släkten. Deras anor går tillbaka till de ottomanska Vilayets circassiska guvernörer, och i förlängningen ända tillbaka till den islamiska profeten Muhammad. Rashid Ali gick in i juridik i Bagdad och var advokat fram till sin politiska karriär.

## Politisk karriär
År 1924 började Rashid Ali al-Gaylani sin karriär inom politik i den första regeringen ledd av premiärminister Yasin al-Hashimi. Yasin al-Hashimi utsåg Gaylani till justitieminister. De två männen var glada nationalister och motsatte sig alla brittiska inblandningar i Iraks interna politik. De förkastade det anglo-irakiska fördraget som undertecknades av regeringen för premiärministern Nuri as-Said 1930. De bildade Partiet för  nationellt brödraskap för att främja nationalistiska mål. Gaylani tjänstgjorde som premiärminister för första gången 1933 men hade sitt ämbete i mindre än åtta månader. 1938 greps han och förvisades till 'Ana för sin misstänkta roll i Bagdad-bombkastet i november och den allmänna politiska omvälvningen.
Han valdes till president för avdelningskammaren 1925 och 1926. 
Under Hashimi-regeringen tjänade Gaylani som inrikesminister med den extra fördelen med det lukrativa förvaltarskapet för Qadiri Awqaf. Senare, som premiärminister, skulle han behålla inredningsportföljen i takt med att offentliga byggprojekt utvecklades, inklusive att lägga grunden till en moské som skulle kallas Faysal-moskén.
Den 31 mars 1940, när Gaylani åter utsågs till premiärminister, hade andra världskriget börjat och Irak hade just upplevt för tidig död av kung Ghazi. Ghazis regeringstid följdes av en regent för sin fyraåriga son som nu var den nya kungen Faisal II. Faisals regent var Ghazis farbror, Emir Abdul-Illah. Abdul-Illah stödde Storbritannien i kriget, men han kunde inte kontrollera Gaylani, som använde kriget för att främja sina egna nationalistiska mål genom att vägra att tillåta allierade trupper att passera genom Irak till fronten. Han avvisade också uppmaningar till Irak att bryta sina band med det fascistiska Italien och skickade sin justitieminister Naji Shawkat till Ankara för att träffa Tysklands ambassadör i Turkiet, Franz von Papen, för att vinna tyskt stöd för sin regering. Tyska utrikesdepartementets arkiv antecknar att Shawkat träffade von Papen den 5 juli 1940, och han bar ett introduktionsbrev från Mohammad Amin al-Husayni, stormuftien i Jerusalem, och uttryckte en önskan om ett fördrag om vänskap och samarbete. Bagdad var den tidiga basen för nazistiska Mellanöstern-underrättelseoperationer under andra världskriget.

### 1941 Irakisk statskupp
Storbritannien svarade med stränga ekonomiska sanktioner mot Irak. Under tiden försvagade nyheterna om brittiska segrar mot italienska styrkor i Nordafrika stödet för Gaylani. Den 31 januari 1941 avgick han under premiärminister av regent Abdul-Illah. Detta förstärkte bara hans misstro mot Storbritannien och dess anhängare i regeringen. Tillsammans med medlemmarna på Golden Square planerade Gaylani att mörda regenten Abdul-Illah och ta makten. Den 31 mars upptäckte Abdul-Illah planen att mörda honom och flydde landet.
Den 1 april genomförde Gyllene torget deras statskupp; den 3 april ersatte "National Defense Government" regentens regering med Gaylani som premiärminister. Som en av hans första handlingar skickade Gaylani en irakisk artilleristyrka för att konfrontera RAF-basen i Habbaniya. I slutet av april höll irakiska styrkor i starka positioner på sluttningen ovanför basen, och en belägring började.
Irak hade varit en viktig leverantör av petroleum till de allierade krigsinsatser och representerade en viktig landbro mellan brittiska styrkor i Egypten och Indien. För att säkra Irak beordrade premiärminister Winston Churchill general Archibald Wavell att skydda flygbasen i Habbaniya. Den 18 april landade brittiska styrkor från Indien i Basra, Sabine Force. I det brittiska mandatet i Palestina skapades en annan styrka för att komma in i Irak från väst och befria RAF Habbaniya, Habbaniya Force.

### Anglo-irakiska kriet
Vid Habbaniya krävde de belägna irakierna att alla träningsaktiviteter och alla flygningar in och ut ur basen skulle upphöra. Den 2 maj svarade befälhavaren vid RAF Habbaniya, Air Vice-Marshal Harry George Smart, på de irakiska kraven genom att inleda en förebyggande strejk mot de irakiska styrkorna med utsikt över flygbasen. Denna aktion initierade det anglo-irakiska kriget. Inom en vecka övergav irakierna sluttningen. I mitten av maj hade brittiska styrkor som huvudsakligen bestod av assyriska avgifter från Habbaniya flyttat till Fallujah och efter att ha övervunnit irakiskt motstånd där flyttade de vidare till Bagdad. Den 29 maj flydde Gaylani till Iran när han fruktade ett brittiskt angrepp. Innan han lämnade Bagdad kontaktade Gaylani Mulla Effendi och informerade honom om att han hade valt sitt hus som en säker tillflyktsort för kungafamiljen att stanna tills konflikten slutade.
Den 31 maj undertecknades ett vapenstillestånd mellan britterna och irakierna. Den 1 juni återvände regenten till Bagdad och hans regering återställdes. Omedelbart därefter ägde Farhud, en våldsam pogrom mot judar, rum i Bagdad.

### Iran, Italien, Tyskland och Saudiarabien
Gaylani skulle inte stanna länge i Iran. Den 25 augusti 1941 invaderade brittiska och sovjetiska styrkor Iran och tog Reza Shah från makten. Gaylani flydde sedan till Italien. [8] Senare mottogs han av den tyska diktatorn Adolf Hitler i Berlin, och han erkändes som ledare för den irakiska exilregeringen. Efter Tysklands nederlag flydde Gaylani igen och hittade tillflykt, den här gången i Saudiarabien.

### Senare liv och död
Gaylani återvände inte från exil förrän efter revolutionen som störtade den irakiska monarkin 1958. Återigen försökte han ta makten; han planerade ett uppror mot Abdul Karim Qasims regering. Upproret förstördes och Gaylani dömdes till döds, men senare benådad, så att han kunde bo i Libanon fram till 1965 vid 72 års ålder.